# Раковіца (Димбовіца)
Раковіца (рум. Racovița) — село у повіті Димбовіца в Румунії. Входить до складу комуни Букшань.
Село розташоване на відстані 58 км на північний захід від Бухареста, 16 км на південний схід від Тирговіште, 90 км на південь від Брашова.

## Населення
За даними перепису населення 2002 року у селі проживали 1284 особи. Рідною мовою 1283 особи (99,9%) назвали румунську.
Національний склад населення села:
| Національність | Кількість осіб | Відсоток |
| -------------- | -------------- | -------- |
| румуни         | 1192           | 92,8%    |
| цигани         | 91             | 7,1%     |